# Michael Klein (üzletember)
Michael Klein (München, 1951 –) lengyelországi zsidó származású brazil üzletember. 2015-ben a Forbes magazin vagyonát 1,3 millió dollárra becsülte, amivel Brazília 41. leggazdagabb emberének számít.

## Élete
Édesapja, az auschwitzi koncentrációs tábort túlélő Samuel Klein alapította a Casas Bahia üzletláncot, innen származik Michael vagyona is.